# Georg Beseler
Carl Georg Christoph Beseler, född 2 november 1809 i Rödemis, död 28 augusti 1888 i Harzburg, var en tysk rättslärd, bror till Wilhelm Beseler och far till Hans von Beseler.
Efter att 1831 ha tagit juridisk examen vid universitetet i Kiel, ville Beseler slå sig ned där som advokat; men då han ej kunde förmås att avlägga hyllningsed till den danske konungen, vägrades honom advokatpatent, och han förbjöds också att verka som privatdocent i Kiel.  
Beseler begav sig därför 1833 till Tyskland, blev 1835 docent i Heidelberg och samma år professor i Basel. 1837 flyttade han i samma egenskap till Rostock och 1842 till Greifswald. 
1848 invaldes Beseler i den tyska nationalförsamlingen, där han blev en av ledarna för högra centern och författade det koalitionsprogram, om vilket det så kallade kasinopartiet enade sig. 
År 1859 kallades Beseler till professor i Berlin. Mellan 1849 och 1852 samt 1862, var han medlem av det preussiska herrehuset, 1850 deltog han vid Erfurtparlamentet och mellan 1874 och 1881 var han ledamot av riksdagen. Från och med 1875 var han åter medlem av det preussiska herrehuset. Han avslutade där sin politiska karriär som vicepresident (1882–1887).
Beselers förnämsta arbeten är Die Lehre von den Erbverträgen (1835–1840), Volksrecht und Juristenrecht (1843), System des gemeinen deutschen Privatrechts (1847–1855) och memoarerna Erlebtes und Erstrebtes 1809–1859 (1884). 
Beseler utgav också Uwe Jens Lornsens efterlämnade arbete Die unionsverfassung Dänemarks und Schleswig-Holsteins (1841).